# Ronan Rafferty
Ronan Rafferty (Newry, 13 januari 1964) is een golfprofessional uit Noord-Ierland.

## Amateur
Op zijn 15de won hij de Ierse, Ulster- en British Boys, en twee jaar later speelde hij de Walker Cup.

### Gewonnen
- 1979: British Boys Championship
- 19??: Iers amateurkampioenschap

### Teams
- Brabazon Trophy: 1980 (tie met Peter McEvoy) op de Hunstanton Golf Club
- Eisenhower Trophy: 1980
- Walker Cup: 1981

## Professional
Na de Walker Cup werd Rafferty professional. Hij miste met één slag de Tourschool in 1992, maar haalde een kaart voor de Zuid-Afrikaanse Tour. Hij was pas 18 jaar en won eind 1982 het Open in Venezuela.
Het hoogtepunt van Rafferty's carrière is het winnen van de Europese Order of Merit in 1989, mede door drie overwinningen. Hij won zeven keer tussen 1989 en 1993. Tegenwoordig speelt hij weinig toernooien, maar is tv-commentator en ontwerpt golfbanen.
Rafferty stond bekend als wijnkenner en had een grote wijnverzameling. Als tweede hobby speelt hij de links-banen op de Britse eilanden.

### Gewonnen

#### Europese Tour
- 1989: Lancia Italian Open, Scandinavian Enterprise Open, Volvo Masters
- 1990: PLM Open, Ebel European Masters Swiss Open
- 1992: Portuguese Open
- 1993: Hohe Brücke Austrian Open

#### PGA Tour of Australasia
- 1987: West End South Australian Open, Nissan/Mobil New Zealand Open
- 1988: Australian Match Play Championship
- 1990: Coca-Cola Classic
- 1992: Daikyo Palm Meadows Cup

#### Elder
- 1982: Venezuela Open

### Teams
- Alfred Dunhill Cup (namens Ierland): 1986, 1987, 1988 (winnaars), 1989, 1990 (winnaars), 1991, 1992, 1993, 1995
- World Cup: (namens Ierland): 1983, 1984, 1987, 1988, 1990, 1991, 1992, 1993
- Four Tours World Championship: 1988, 1989, 1990, 1991 (winnaars)